# 한국도로교통공단법

## 한국도로교통공단법
[시행 2024. 7. 31.] [법률 제20167호, 2024. 1. 30., 제정]
경찰청(교통기획과), 02-3150-2251
제1조(목적) 이 법은 한국도로교통공단을 설립하여 도로에서의 교통안전에 관한 교육ㆍ홍보ㆍ연구ㆍ기술개발과 운전면허시험의 관리 등을 통하여 교통질서를 확립하고 교통의 안전성을 높임으로써 도로에서 일어나는 교통상의 위험과 장해를 예방하는 데에 이바지함을 목적으로 한다.
제2조(법인격) 한국도로교통공단(이하 “공단”이라 한다)은 법인으로 한다.
제3조(설립등기) ① 공단은 그 주된 사무소의 소재지에서 설립등기를 함으로써 성립한다.
② 공단의 설립과 등기에 필요한 사항은 대통령령으로 정한다.
제4조(지부 등의 설치) 공단은 정관으로 정하는 바에 따라 지부 또는 지소와 연구원, 교통사고 분석센터, 교육기관, 교통방송국 및 운전면허시험장 등을 둘 수 있다.
제5조(정관) ① 공단의 정관에는 다음 각 호의 사항이 포함되어야 한다.
1. 목적
2. 명칭
3. 주된 사무소의 소재지
4. 사업에 관한 사항
5. 이사회에 관한 사항
6. 임원 및 직원에 관한 사항
7. 재산 및 회계에 관한 사항
8. 운영자금에 관한 사항
9. 공고에 관한 사항
10. 정관의 변경에 관한 사항
② 공단은 정관을 변경하려면 경찰청장의 인가를 받아야 한다.
제6조(사업) 공단은 다음 각 호의 사업을 한다.
1. 도로교통안전 대책에 관한 조사 및 연구
2. 도로교통안전 기술의 연구ㆍ개발ㆍ보급 및 기술용역
3. 도로교통 및 재난 등의 안전에 관한 방송 및 홍보
4. 도로교통안전에 관한 교육ㆍ훈련 및 자격증의 발급ㆍ관리 대행
5. 교통안전시설 및 교통단속용 장비의 시험ㆍ검사ㆍ교정(矯正)ㆍ운영ㆍ관리 및 기술지원
6. 도로교통안전에 관한 자료의 수집과 출판 및 배포
7. 도로교통 관계 법령의 시행상 문제점에 대한 개선방안 등의 건의
8. 도로교통안전에 관한 외국의 기술도입 및 교통안전 관계 단체와의 국제협력
9. 도로교통안전 행정업무에 관한 기술지원 및 교통행정 관계 공무원에 대한 교육훈련 지원
10. 도로교통사고의 조사ㆍ분석과 사고 잦은 곳의 개선 및 그 지원에 관한 업무
11. 운전면허시험의 관리
12. 운전면허를 받은 사람에 대한 정기 적성검사 및 수시 적성검사
13. 국가나 지방자치단체가 위탁하는 도로교통안전에 관한 업무
14. 자율주행자동차 관련 교육, 기술 연구ㆍ개발 등과 관련되는 업무
15. 제1호부터 제14호까지에 규정된 사업의 부대사업
16. 그 밖에 공단의 목적을 달성하기 위하여 필요한 사업
제7조(비용 등의 부담) 공단은 법인ㆍ단체 또는 개인으로부터 제6조에 따른 사업과 관련된 업무를 의뢰받은 경우에는 의뢰한 자로부터 업무 수행에 필요한 비용을 받을 수 있다.
제8조(임원) 공단에 이사장 1명을 포함한 11명 이내의 이사와 감사 1명을 둔다.
제9조(직원) 공단의 직원은 정관으로 정하는 바에 따라 이사장이 임명하거나 해임한다.
제10조(공단 임직원의 공무원 의제) 공단의 임직원은 제6조제11호부터 제13호까지의 업무 및 「도로교통법」 제147조제5항ㆍ제6항에 따라 공단이 대행하게 된 업무에 관하여 「형법」이나 그 밖의 법률에 따른 벌칙을 적용할 때에는 공무원으로 본다.
제11조(비밀누설 등의 금지) 공단의 임직원이거나 임직원이었던 사람은 그 직무상 알게 된 비밀을 누설하거나 도용하여서는 아니 된다.
제12조(운영자금 등) ① 공단의 운영 및 도로교통안전에 관한 사업에 필요한 자금은 다음 각 호의 재원(財源)으로 충당한다.
1. 정부 및 지방자치단체 또는 그 밖의 자의 출연금(出捐金) 또는 기부금
2. 제6조에 따른 사업과 「도로교통법」 제147조에 따른 위탁 또는 대행 업무의 수행으로 인한 수입금
3. 자산의 관리ㆍ운용에 따른 수익금
4. 보조금ㆍ융자금 또는 차입금(외국으로부터 차입한 자금과 도입한 물자를 포함한다)
5. 그 밖의 수입금
② 공단은 제6조에 따른 사업을 수행하기 위하여 필요하다고 인정하면 경찰청장의 승인을 받아 자금(국제기구, 외국정부 또는 외국인으로부터 차입한 자금과 도입한 물자를 포함한다)을 보조 또는 융자받거나 차입할 수 있다.
③ 공단은 매 사업연도 말의 결산 결과 잉여금이 있는 경우에는 이월 손실을 보전(補塡)하고 그 나머지는 다음 연도의 세입에 이입(移入)한다.
④ 제1항제4호에 따른 보조금ㆍ융자금 또는 차입금의 사용용도 및 사용절차 등에 관하여 필요한 사항은 대통령령으로 정한다.
제13조(출자 등) ① 공단은 사업을 효율적으로 수행하기 위하여 필요한 경우에는 제6조에 따른 사업과 관련된 사업에 출자하거나 출연할 수 있다.
② 공단이 제1항에 따라 출자 또는 출연하려면 대통령령으로 정하는 바에 따라 경찰청장의 승인을 받아야 한다.
제14조(국유재산 등의 무상 대부) 국가나 지방자치단체는 공단의 시설과 운영을 위하여 필요한 경우에는 공단에 국유재산이나 공유재산을 무상(無償)으로 대부하거나 사용ㆍ수익하게 할 수 있다.
제15조(예산의 편성 및 승인) 공단은 다음 회계연도의 예산안을 편성하고 이사회 의결을 거쳐 다음 회계연도가 시작되기 전까지 경찰청장의 승인을 받아 확정한다. 이를 변경할 때에도 또한 같다.
제16조(「민법」의 준용) 공단에 관하여 이 법에서 규정한 사항을 제외하고는 「민법」 중 재단법인에 관한 규정을 준용한다.
제17조(지도 및 감독 등) 경찰청장은 공단의 업무 중 다음 각 호의 사항에 대하여 지도ㆍ감독하고, 공단의 설립목적 달성에 필요한 명령을 할 수 있다.
1. 조직관리에 관한 사항
2. 운전면허시험의 관리 및 정기ㆍ수시 적성검사 사업 수행에 관한 사항
3. 경찰청장이 위탁ㆍ승인 또는 대행하게 한 사업과 시ㆍ도경찰청장이 위탁 또는 대행하게 한 사업의 수행에 관한 사항
4. 그 밖에 「도로교통법」 및 관계 법령에서 정하는 사항
제18조(비슷한 명칭의 사용금지) 이 법에 따른 공단이 아닌 자는 한국도로교통공단 또는 이와 비슷한 명칭을 사용하지 못한다.
제19조(자료 제공의 요청) 공단은 제6조에 따른 사업의 시행을 위하여 필요하다고 인정하는 경우 관계 행정기관이나 도로교통안전과 관련되는 기관ㆍ단체 등에 대하여 자료의 열람ㆍ제공 등 필요한 협조를 요청할 수 있다.
제20조(벌칙) 제11조를 위반하여 비밀을 누설하거나 도용한 사람은 2년 이하의 징역이나 500만원 이하의 벌금에 처한다.
제21조(과태료) ① 제18조를 위반하여 한국도로교통공단 또는 이와 비슷한 명칭을 사용한 자에게는 500만원 이하의 과태료를 부과한다.
② 제1항에 따른 과태료는 경찰청장이 부과ㆍ징수한다.
 <법률 제20167호, 2024. 1. 30.> 
제1조(시행일) 이 법은 공포 후 6개월이 경과한 날부터 시행한다.
제2조(명칭 변경에 따른 경과조치) 이 법 시행 당시 종전의 규정에 따라 설립된 도로교통공단은 이 법에 따른 한국도로교통공단으로 본다. 이 경우 공단은 이 법 시행 이후 3개월 이내에 이 법의 규정에 맞도록 정관을 변경하여 경찰청장의 인가를 받아야 한다.
제3조(재산과 권리ㆍ의무의 승계) 이 법에 따른 공단은 종전의 규정에 따라 설립된 도로교통공단에 속하는 모든 재산과 권리ㆍ의무를 포괄승계한다.
제4조(임직원에 관한 경과조치) 이 법 시행 당시 종전의 규정에 따라 설립된 도로교통공단의 임직원은 이 법에 따른 공단의 임직원으로 본다. 이 경우 임원의 임기는 종전의 규정에 따른 임기의 남은 임기로 한다.
제5조(벌칙 등에 관한 경과조치) 이 법 시행 전의 행위에 대한 벌칙을 적용할 때에는 종전의 「도로교통법」에 따른다.
제6조(종전 부칙의 적용범위에 관한 경과조치) 종전의 「도로교통법」의 개정에 따라 규정하였던 종전의 부칙은 이 법 시행 전에 그 효력이 이미 상실된 경우를 제외하고는 이 법의 규정에 위배되지 아니하는 범위에서 이 법 시행 이후에도 계속하여 적용한다.
제7조(다른 법률의 개정) ① 도로교통법 일부를 다음과 같이 개정한다.
제12조의4제3항 중 “도로교통공단”을 “「한국도로교통공단법」에 따른 한국도로교통공단(이하 "한국도로교통공단"이라 한다)”으로 한다.
제74조제2항제2호 중 “제120조 및 제121조에 따른 도로교통공단”을 “한국도로교통공단”으로 한다.
제83조제1항 각 호 외의 부분 본문 중 “제120조에 따른 도로교통공단”을 “한국도로교통공단”으로 하고, 같은 항 각 호 외의 부분 단서 중 “도로교통공단”을 “한국도로교통공단”으로 하며, 같은 조 제2항 전단 중 “도로교통공단”을 “한국도로교통공단”으로 한다.
제84조제3항 전단 중 “도로교통공단”을 “한국도로교통공단”으로 한다.
제84조의2제1항 중 “도로교통공단”을 “한국도로교통공단”으로 한다.
제87조제2항 각 호 외의 부분 중 “도로교통공단”을 “한국도로교통공단”으로 한다.
제88조제1항 중 “도로교통공단”을 “한국도로교통공단”으로 한다.
제90조 각 호 외의 부분 중 “도로교통공단”을 “한국도로교통공단”으로 한다.
제11장(제120조부터 제125조까지, 제129조ㆍ제129조의2ㆍ제129조의3, 제130조부터 제132조까지, 제134조 및 제136조)을 삭제한다.
제137조제2항 중 “공단”을 “한국도로교통공단”으로 하고, 같은 조 제3항 중 “공단”을 “한국도로교통공단”으로 하며, 같은 조 제4항 중 “공단”을 “한국도로교통공단”으로 하고, 같은 조 제5항 중 “공단”을 “한국도로교통공단”으로 한다.
제139조제1항 각 호 외의 부분 단서 중 “공단”을 각각 “한국도로교통공단”으로 하고, 같은 조 제2항 각 호 외의 부분 중 “공단”을 “한국도로교통공단”으로 한다.
제141조제4항을 삭제한다.
제147조제5항 중 “공단”을 “한국도로교통공단”으로 하고, 같은 조 제6항 중 “공단”을 “한국도로교통공단”으로 한다.
제150조제7호를 삭제한다.
② 국유재산특례제한법 일부를 다음과 같이 개정한다.
별표 연번 52의 국유재산특례 근거 법률란을 다음과 같이 한다.
제8조(다른 법령과의 관계) ① 이 법 시행 당시 다른 법령에서 도로교통공단을 인용한 경우에는 이 법에 따른 한국도로교통공단을 인용한 것으로 본다.
② 이 법 시행 당시 다른 법령에서 종전의 「도로교통법」 또는 그 규정을 인용한 경우에 이 법 가운데 그에 해당하는 규정이 있으면 종전의 「도로교통법」 또는 그 규정을 갈음하여 이 법 또는 이 법의 해당 규정을 인용한 것으로 본다.